# August Friedrich Graun
August Friedrich Graun (Uebigau-Wahrenbrück, 1698/99 - Merseburg, 5 mei 1765) was een Duits cantor en componist.
Graun werd geboren in Wahrenbrück, een stadsdeel van Uebigau-Wahrenbrück in de deelstaat Brandenburg. Hij is de oudste broer van Johann Gottlieb Graun en Carl Heinrich Graun die eveneens bekend werden als componist, cantor en/of violist.
August Friedrich was vanaf 1729 tot zijn dood cantor in de Dom van Merseburg. In 1750 probeerde hij tevergeefs om Johann Sebastian Bach op te volgen in het ambt van Thomascantor in Leipzig. Graun componeerde onder meer een kyrie.
Aan het leven en werk van de drie broers is een permanente expositie gewijd in het Kreismuseum Bad Liebenwerda. Sinds 2003 wordt in Liebenwerda daarnaast om de twee jaar een internationale competitie gehouden waaraan de Gebrüder-Graun-Preis verbonden is. De competitie is sinds 2011 verbonden met een muziekfestival. In 1994 werd de Kreismusikschule Gebrüder Graun naar het drietal vernoemd.
- Gemeinsame Normdatei: 102569649
- International Standard Name Identifier: 0000 0000 4143 8325
- Library of Congress Control Number: n2006077251
- Virtual International Authority File: 52085105
- WorldCat: E39PBJhmMbCRvCg36KbYqKvj4q